# Bayerischer Wald-Verein

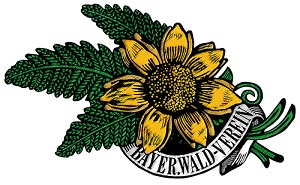
Das Logo des Bayerischen Wald-Vereins

Der Bayerische Wald-Verein e. V. (BWV) ist ein Verein für Kultur, Heimat- und Volkstumspflege, Naturschutz, Landschaftspflege und Wandern im Bayerischen Wald. Er hat seinen Sitz in Zwiesel und ist in das Vereinsregister des Amtsgerichts Deggendorf (VR 10158) eingetragen.

## Geschichte

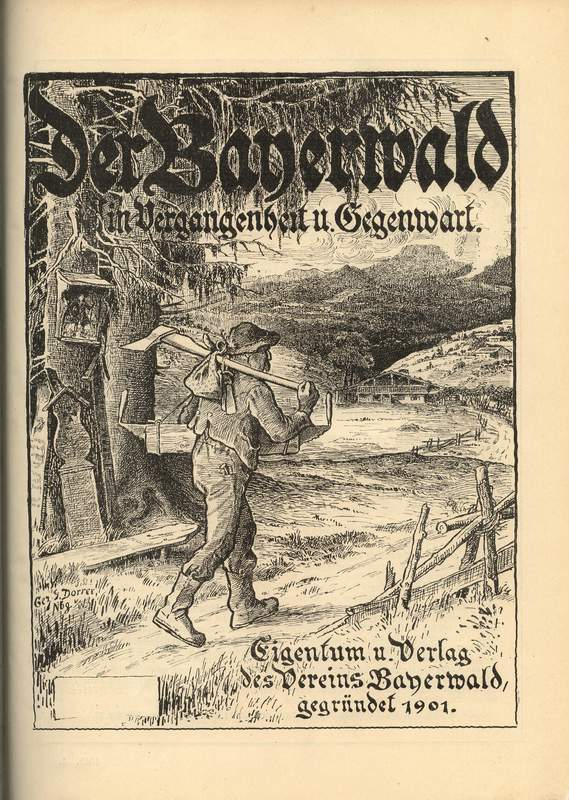
Zeitschrift „Der Bayerwald“ – um 1914

Gründer des Vereins war Anton Niederleuthner (1846–1907), Oberamtsrichter in Passau. Die Vereinsgründung im Jahr 1883 geht auf seine Besprechung mit Forstleuten in Bodenmais zurück. Der Bayerische Wald-Verein wurde im Rathaus zu Deggendorf am 25. November 1883 gegründet. Der Bodenmaiser Bartholomäus Stölzl wurde zum ersten Vorsitzenden ernannt. Am 6. Juni 1885 gründete Niederleuthner als ersten Ortsverband die Sektion Passau, am 22. August wurde er zum ersten Präsidenten gewählt und machte Passau zum Sitz des Vereins. Er leitete den Verein über 20 Jahre und gründete über 40 weitere Ortsverbände. Auf Niederleuthner geht auch das noch heute verwendete Vereinsemblem zurück.
Mit Der Bayerwald wurde auch eine Vereinszeitschrift etabliert. Ihr Schriftleiter in den 1930er Jahren war der Nationalsozialist Eugen Hubrich.
Ziele des Vereins waren vor allem die Erschließung des bis dahin wenig besuchten Bayerischen Waldes als Wander- und Urlaubsgebiet, die Schaffung eines dichten Wanderwegenetzes sowie die Errichtung von Schutzhäusern. Später konnte man sich auf die Pflege der Wanderwege und deren Markierung, den Erhalt von Schutzhäusern und Aussichtstürmen sowie Maßnahmen wie den Schutz der Schachten konzentrieren. Bis zur Gründung des Naturparks Bayerischer Wald 1967 und des Nationalparks Bayerischer Wald 1970 war der Bayerische Wald-Verein die einzige größere Institution, welche die Kultur und Natur des Bayerischen Waldes in den Mittelpunkt ihrer Aktivität stellte.

## Gegenwart

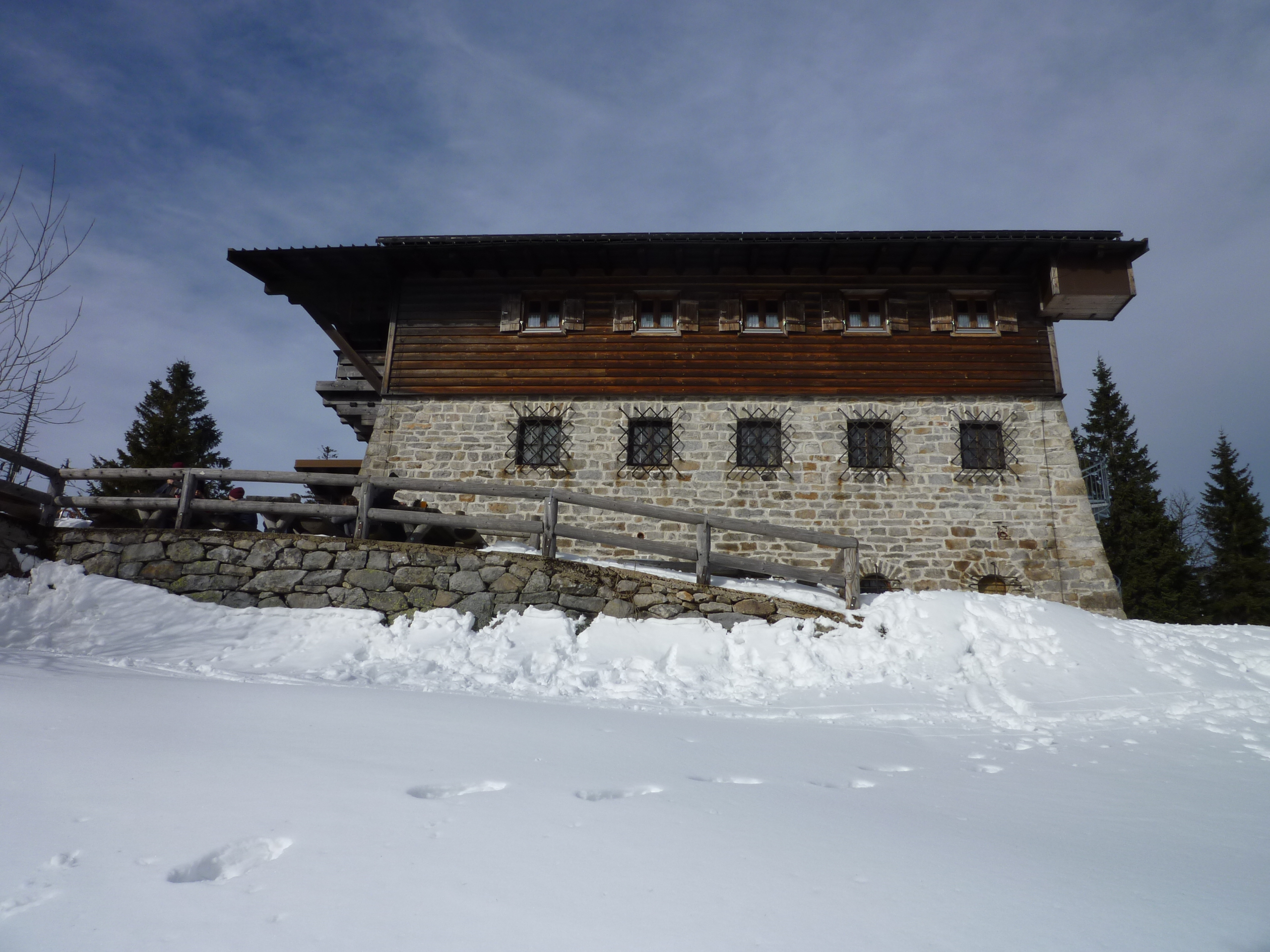
Lusenschutzhaus

Der Verein umfasste (2021) 58 Sektionen und hatte etwa 20.000 Mitglieder. Die einzelnen Sektionen besitzen bedeutende Bauwerke und Schutzhütten. So sind zum Beispiel die Burgruine Kollnburg und die Burg Neunußberg im Besitz der Sektion Viechtach, das Lusenschutzhaus im Besitz der Sektion Grafenau. Wichtige alljährliche Veranstaltungen sind der Bayerwaldtag sowie die Kunstausstellung „Zwieseler Buntspecht“ in Zwiesel. Auf der Oberbreitenau wird im dortigen nach der Sektion Landshut benannten Landshuter Haus ein Jugendbildungszentrum geschaffen.
Am 26. Oktober 2008 konnte der Verein im Festsaal des alten Rathauses von Deggendorf sein 125-jähriges Jubiläum feiern. Staatsminister Josef Miller hielt die Festrede an dem Ort, wo am 25. November 1883 der Bayerische Wald-Verein gegründet worden war.
Seit Beginn des Jahres 2016 ist der Verein wieder Mitglied im Deutschen Wanderverband, dem er auch schon früher bis zu seinem Austritt zum 31. Dezember 2006 angehörte. Zwischenzeitlich war ersatzweise die aus den Sektionen Dreiburgenland und Ruderting-Neukirchen bestehende Interessensgemeinschaft Bayerischer Wald von Juni 2008 bis Ende 2013 Mitglied im Deutschen Wanderverband.

## Einrichtungen
Einrichtungen des BWV

### Burgen
- Burg Neunußberg
- Burgruine Chameregg
- Burgruine Kollnburg

### Schutzhütten
- Arberschutzhaus
- Berggasthof Dreisesselberg
- Falkensteinschutzhaus
- Landshuter Haus
- Lusenschutzhaus
- Osserschutzhaus

### Ehemalige Schutzhütten
- Chamer Hütte
- Waldschmidthaus

## Präsidenten und Mitglieder
- Helmut Brunner
- Hans Sailer[6]

## Kulturpreisträger
Kulturpreisträger des Bayerischen Wald-Vereins
- 1976: Otto Peisl
- 1984: Otto Baummann
- 1978: August Philipp Henneberger[8]
- 2004: Erika Eichenseer